# Mezquitic de la Magdalena
Mezquitic de la Magdalena es una localidad situada en el estado mexicano de Jalisco, se ubica en la región Altos Norte, dentro del municipio de San Juan de los Lagos. En el año 2020 había alrededor de 2023 habitantes en la localidad.

## Localización
Mezquitic de la Magdalena se localiza en el municipio de San Juan de los Lagos. Se encuentra al suroeste de la ciudad de San Juan de los Lagos, en las coordenadas 21°13′15″N 102°18′17″O / 21.22083, -102.30472, a una altura media de 1724 metros sobre el nivel del mar.
La localidad cubre un área de 1.33 km².

## Demografía
De acuerdo con el censo de población del año 2020 llevado a cabo por el Instituto Nacional de Estadística y Geografía (INEGI), en Mezquitic de la Magdalena hay un total de 2023 habitantes, 1026 hombres y 997 mujeres.
Tiene una densidad de población de 1521 habitantes por km²; hay un índice de fecundidad de 2.67 hijos por mujer; hay un grado promedio de escolaridad de 7.18 años; el 3.46 % de la población es analfabeta.
| Gráfica de evolución de Mezquitic de la Magdalena entre 1990 y 2020 |
|                                                                     |
| Fuente: Instituto Nacional de Estadística y Geografía               |